# تنظيم الرياضة
عادة ما يتولى تنظيم الرياضة إحدى الهيئات الرياضية المنظمة لكل رياضة، مما يؤدي إلى وضع مجموعة أساسية من القواعد الثابتة نسبيًا والمتفق عليها. فغالبًا ما يسعى الأشخاص المسؤولون عن أنشطة وقت الفراغ الترفيهية للحصول على التقدير والاحترام لها باعتبارها رياضات عن طريق الانضمام إلى الاتحادات الرياضيةمثل اللجنة الأولمبية الدولية، أو من خلال تشكيل الهيئة التنظيمية الخاصة بهم.  وبهذه الطريقة، تتطور الرياضة من كونها نشاطًا ترفيهيًا إلى رياضة ذات طابع أكثر رسمية: وتعتبر الأنشطة الجديدة نسبيًا هي سباقات ركوب الدراجات على الطرق الوعرة (BMX) والتزلج على الثلوج والمصارعة، إلخ. وقد كانت بعض هذه الأنشطة شعبية ولكن لم تُدوّن ممارستها لفترات متفاوتة من الزمن. وفي الواقع، يعتبر التنظيم الرسمي للرياضة هو تطور متزايد وحديث نسبيًا. فهذا التنظيم يُعزز الرياضة على الصعيد العالمي، بطريقة ناجحة جدًا. كما أنه يُعزز عالمية كل رياضة، من خلال ضمان ممارسة نفس قواعد اللعب على مستوى العالم، وذلك باستخدام نظام دولي موحّد/متماثل خاص بقواعد اللعب (التي تُقرها الهيئات الدولية المعنيّة المنظِمة للرياضات) يتم تطبيقه بشكل موحّد على جميع الاتحادات الأعضاء وبطولات الدوري المعترف بها. ومن الأمثلة على تلك الهيئات الفيفا في كرة القدم والاتحاد الدولي لكرة السلة (فيبا) في كرة السلة، اللتين تنظمان قواعد اللعب الدولية التي تُمارس حتى داخل الاتحادات الرياضية الأمريكية في الوقت الحاضر، على الرغم من عدم ممارستها في الماضي (وهو ما يعني إذًا أن العديد من البطولات الرياضية الأمريكية لم تكن معترفًا بها من قبل الهيئات الدولية المنظِمة في الماضي، حتى بدأت في اعتماد قواعد اللعب الدولية).
تُعد سباقات السيارات الفئة الأولى (الفورمولا وان) مثالاً على التنظيم الدقيق والمتغير، حيث يتضح أن الهيئة التنظيمية تُسيطر على الرياضة بدلاً من مجرد تعريفها. فهناك تغييرات كبيرة أجريت على قواعد سباقات الفورمولا وان، تقريبًا على أساس سنوي، ويجري التخطيط للمزيد منها. ويحدث ذلك أحيانًا لأسباب تتعلق بالسلامة وأحيانًا لجعل السباقات أكثر إثارة باعتبارها رياضة جماهيرية، وأحيانًا أخرى لتشجيع المنافسة من خلال مشاركة الفرق الأصغر. فبعض التغييرات تجعل تجاوز أحد الفرق أكثر احتمالاً على سبيل المثال أو تقلل من احتمال فوز أي فريق واحد بـ ميزة تكنولوجية بارزة. وبالرغم من التنظيم الصارم لهذه الرياضة، يوافق معظم الناس على أنها استفادت كثيرًا من ذلك الأمر، وليس آخرًا من خلال القفزات الهائلة في مجال السلامة.
ويمكن أن تختلف درجة التنظيم من المسابقات الوطنية أو العالمية للرياضة، أو يمكنها أن تحدث بطريقة تلقائية ومخصصة بحتة. وقد تُلعب الرياضة بشكل فردي (مثل اختبار الوقت في ركوب الدراجات) أو في فريق أو لمجرد التسلية والترفيه (مثل السباحة).
كذلك، لا بد من التعامل مع بعض المواقف الصعبة التي تحدث عندما يكون هناك تداخل في تنظيم الرياضة مع أشكال أخرى من التنظيم، مثل الأمن (كانت هناك خسائر فادحة في الأرواح بين جماهير كرة القدم، من خلال انهيار المنصات أو الإدارة السيئة للحشود)، أو القوانين العادية الخاصة بأصحاب الأرض (تحدث بعض التقاطعات غير المتعمدة أو البدنية بين المشاركين: متى يكون مقبولاً أن تحقق السلطة التنظيمية للرياضة وحدها في الأمر ومعاقبة هؤلاء إذا لزم الأمر؟) هل يمكن أن توجد ضغوط في العلاقات الاقتصادية أو العامة تؤثر على هذه القضايا؟
كما أن إذاعة الأحداث الرياضية يتم تنظيمها بدرجة عالية، مع الحد من عقود القنوات التي يمكنها عرض المشاهد الرياضية.